# Organización escolar
El término organización escolar hace referencia a las normas, procedimiento administrativo y sistema de control necesarios para su funcionamiento y que denominamos escuela, como a la disciplina académica (denominada "organización escolar") cuyo objeto de estudio son las escuelas o centros educativos.
Las organizaciones escolares, es decir, los centros educativos no dejan de ser un tipo de organización, pero con características específicas.

## Propósito
La organización escolar aspira a elaborar una teoría sobre la institución escolar que es su objeto de estudio. Estudia cómo deben disponerse los elementos que forman la escuela (recursos personales, ambientales, materiales, organizativos, legislativos), para que la educación de los alumnos discurra de forma adecuada. Al igual que aspectos de gestión de recursos escolares , planes de gestión de trabajo y recursos financieros.

## Descripción
En el caso de la escuela, hablaríamos de la organización del sistema de acción escuela.
En este sentido, la organización indica el conjunto formal de relaciones entre los elementos constitutivos del sistema, es decir, aquellos elementos propios de la escuela.
Es importante tener en cuenta la pirámide de Abraham Maslow, como aporte científico a una organización,  a la hora de ver al individuo frente a la sociedad y a su entorno. 

### Las aportaciones de Maslow a la organización científica
Abraham H. Maslow (1908-1970) considera que la necesidad surge en la existencia de las personas como producto psicológico, instintivo, social y cultural. Desde que se nace se manifiestan necesidades relacionadas con necesidades orgánicas que engendran las motivaciones que inducen al individuo a actuar.
Maslow jerarquiza estas necesidades según una pirámide y considera que las necesidades superiores no se manifiestan hasta que las inferiores no están satisfechas. “Teoría sobre la Pirámide de las necesidades”.

## Organización de una escuela primaria, secundaria, grado medio o superior

### Elementos a tener en cuenta
- Dirección (la deberá representar una persona que contenga los aspectos básicos de una organización y contar con aptitudes de liderazgo).
- Planificación (tener un diseño claro de educación y de evaluación).
- Recursos (tener recursos suficientes para lograr los objetivos).
- Conexión con la didáctica y el orden general (disponer de personal idóneo y suficiente).
- Motivación alumno y maestro o profesor (contar con conexiones científicas, pedagógicas, revistas y otros centros).
- Pertenencia (el personal deberá demostrar pertenencia con el establecimiento).
- Prestigio del individuo (Tener establecida buena comunicación entre el alumno y su familia con el centro educativo).
- Trabajo con cooperación (se deberá impulsar el trabajo en equipo, interactuando con los maestros o profesores).
- Objetivo (contar con metas claras en el periodo escolar).
- Control de gestión (realizar controles y seguimiento a la planificación).
- Responsabilidades (cada individuo en el establecimiento debe ser responsable de su rol, llámese alumno o personal docente).